# Tom Wilkens
Thomas Peter "Tom" Wilkens (Middletown (Nova Jérsei), 25 de novembro de 1975) é um nadador norte-americano.
Nos Jogos Olímpicos de Sydney 2000, ganhou a medalha de bronze nos 200 metros medley, e ficou em 21º nos 200 metros peito.